# L'uomo che comprò la Luna
L'uomo che comprò la Luna è un film del 2018 diretto da Paolo Zucca.
È il secondo lungometraggio del regista sardo con Jacopo Cullin protagonista (dopo L'arbitro).

## Trama
Una coppia di agenti segreti italiani, Dino e Pino, riceve una soffiata dagli Stati Uniti d'America in cui viene comunicato loro che qualcuno in Sardegna è diventato proprietario della Luna, affronto inaccettabile in quanto gli USA furono i primi a metterci piede. I due agenti reclutano dunque Gavino Zoccheddu, un soldato che, dietro il falso nome di Kevin Pirelli e con un marcato accento milanese, nasconde la propria identità sarda. Kevin dovrà scoprire sul posto chi ha comprato la Luna e perché, ma per farlo dovrà essere trasformato in un vero sardo. A tal fine, viene ingaggiato Badore, un formatore culturale reticente e misantropo. Superate le difficoltà dell’addestramento e un grottesco esame finale, Kevin si imbarca per la Sardegna e dopo una serie di avventure picaresche riesce a giungere nel paese fittizio di Cuccurumalu, nel quale inizia a svolgere la sua indagine sotto mentite spoglie.

## Riprese
Le riprese hanno riguardato molte località della Sardegna, tra le quali Cagliari, Santu Lussurgiu, S'Archittu e San Salvatore di Sinis.

## Distribuzione
Il film, prodotto da Amedeo Pagani e Nicola Giuliano della Indigo Film e da Rai Cinema, è stato proiettato alla Festa del Cinema di Roma 2018, ed è stato distribuito nelle sale cinematografiche il 4 aprile 2019 in quindici sale della Sardegna. Successivamente, visto il buon riscontro ai botteghini, è stato distribuito dal 2 maggio anche nella penisola in ulteriori 5 sale tra Roma, Milano, Torino, Bologna e Firenze.

## Accoglienza
Nel primo weekend di uscita del film, la pellicola ha siglato il miglior risultato in termini di media copia al boxoffice italiano del fine settimana. Il film infatti in una settimana ha incassato 69.903 euro con sole 13 copie, tutte in Sardegna, ottenendo la miglior media copia nazionale pari a 5.377 euro. Alla luce di questi risultati, le copie in Sardegna sono salite a 15 prevedendo anche un ampliamento sul resto del territorio nazionale.